# Rally to Restore Sanity and/or Fear

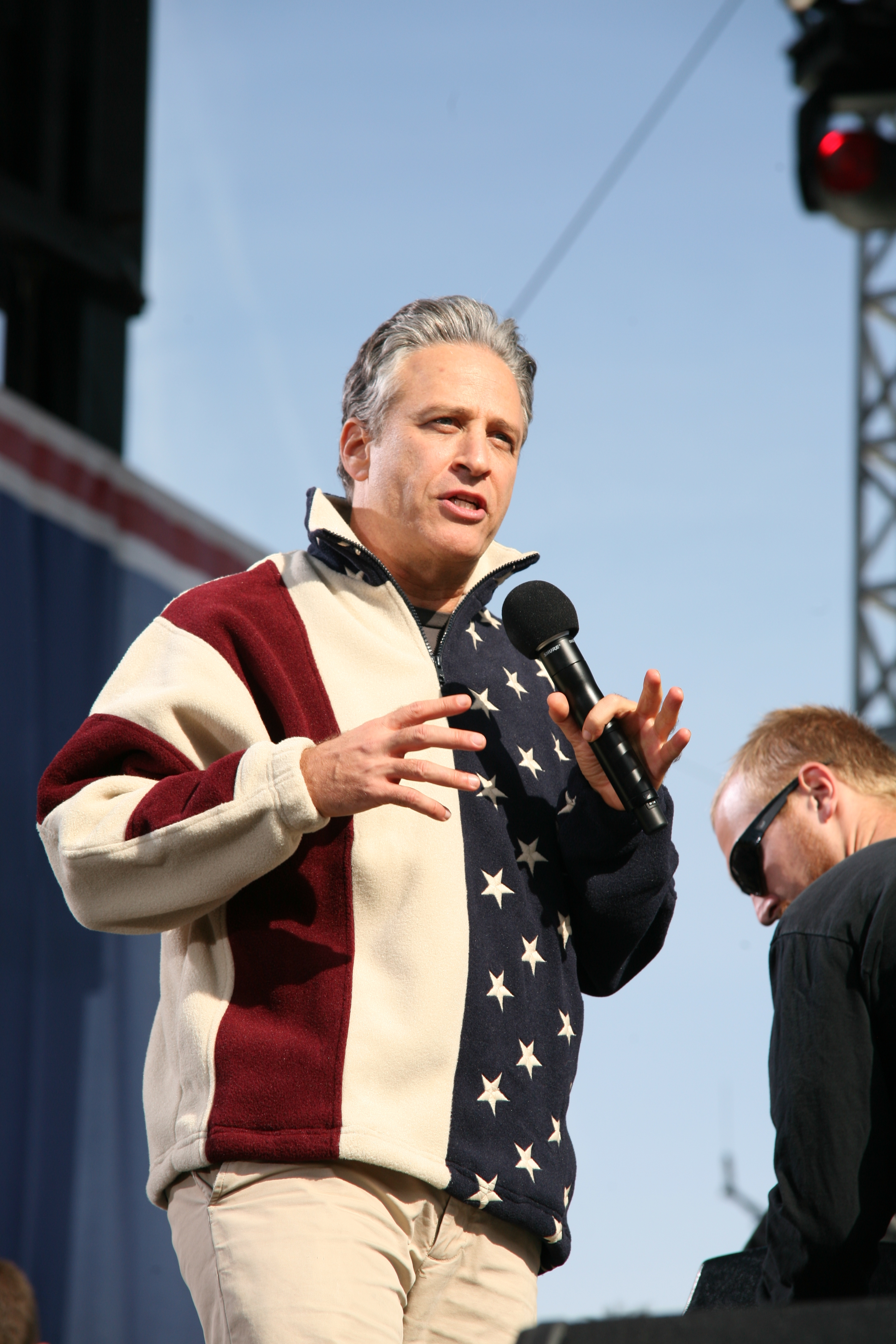
Jon Stewart al "Rally to Restore Sanity"

Il Rally to Restore Sanity and/or Fear (Rally per riportare il buonsenso e/o la paura) è una manifestazione che ha avuto luogo il 30 ottobre 2010 al National Mall di Washington. La manifestazione era una combinazione di due eventi precedentemente separati: il Rally to Restore Sanity (Rally per riportare il buonsenso), annunciato da Jon Stewart, e la controparte satirica organizzata da Stephen Colbert, la March to Keep Fear Alive (Marcia per tenere in vita la paura). L'evento nasce con lo scopo di dare una voce alla parte moderata del paese che, secondo Stewart, non riceve abbastanza attenzione da parte dei media.

## Premesse

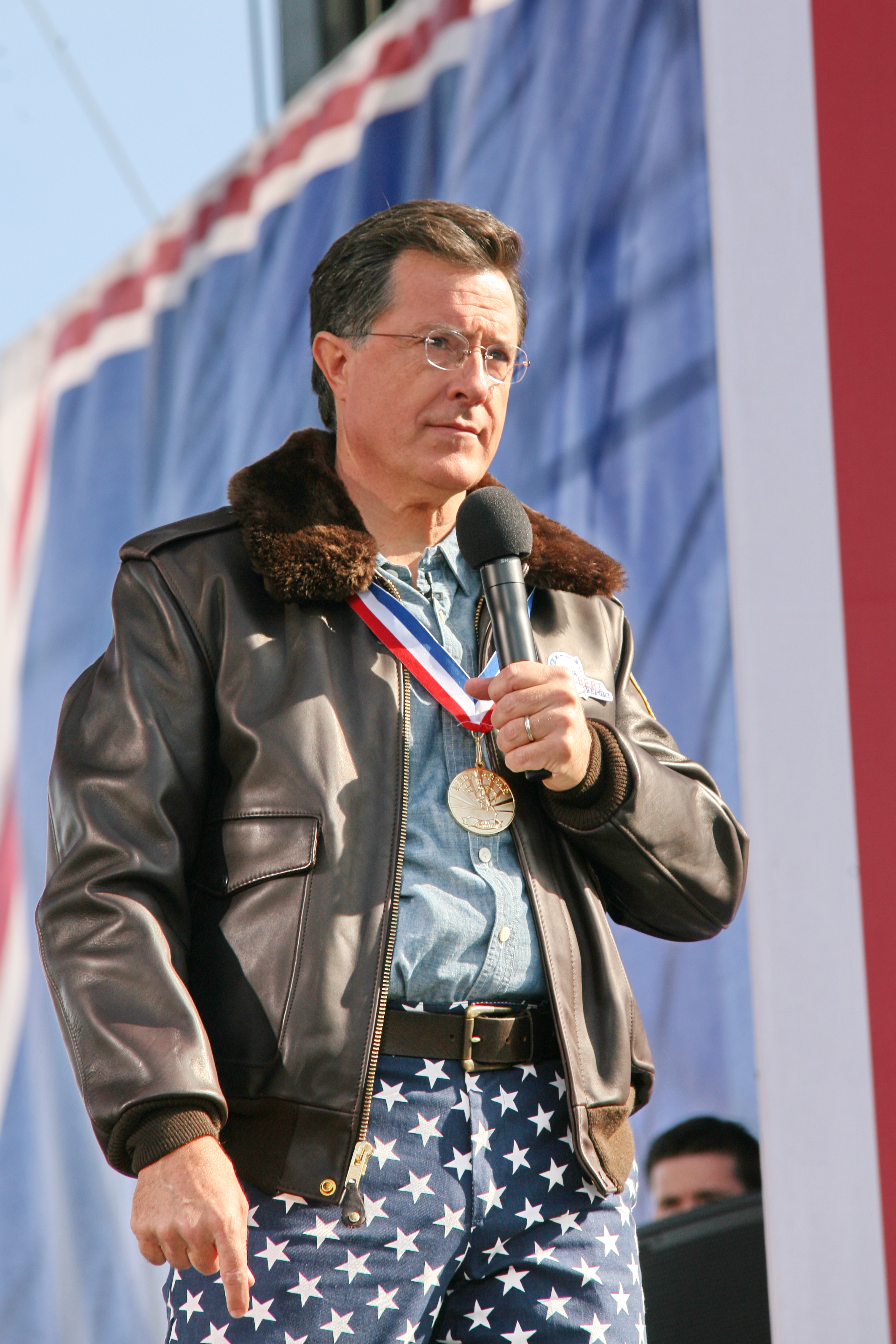
Stephen Colbert al "rally"

Il 28 agosto 2010 il giornalista conservatore Glenn Beck ha tenuto al Lincoln Memorial una manifestazione per "riportare l'onore in America" (Restorying Honor). Già spesso preso di mira dalla satira dei due comici americani, la manifestazione fu ulteriore motivo di attrito, principalmente per la scelta, completamente casuale a detta dello stesso Glenn Beck, di tenerla lo stesso giorno del famoso discorso di Martin Luther King. Ancor prima di ogni annuncio ufficiale si cominciò quindi a parlare di un evento pubblico che satireggiasse la manifestazione di Glenn Beck; alcuni membri del sito di social news Reddit discussero in maniera indipendente di una possibile manifestazione capeggiata da Colbert (alcune testate giornalistiche, dopo l'annuncio ufficiale dei due comici, diedero merito a Reddit per l'idea). Le prime discussioni ufficiali su un evento in risposta satirica a quello di Beck cominciarono comunque, secondo il New York Magazine, fin dal 12 agosto 2010, dietro le quinte del programma di Jon Stewart.

### Annuncio
L'evento fu preannunciato il 10 settembre in un episodio del The Daily Show di Jon Stewart e in seguito da Stephen Colbert che citò esplicitamente l'idea nata dagli utenti di Reddit; nessuno dei due rivelò però alcun dettaglio dell'evento. Nella settimana seguente i due comici continuarono a parlarne, sempre in maniera velata.
L'annuncio vero e proprio avvenne il 16 settembre sempre sul programma di Jon Stewart che presentò il suo "Rally to Restore Sanity", seguito a ruota da Colbert che invece annunciò ufficialmente la sua "March to Keep Fear Alive".
Il 14 ottobre avvenne invece l'annuncio della fusione delle due manifestazioni.

### Accoglienza
La notte seguente l'annuncio ufficiale, il numero dei partecipanti all'evento sulla pagina Facebook, era già arrivato a 69.000. Superando tutte le aspettative, il 13 ottobre 203.128 persone prevedevano di partecipare al "rally" e le richieste di prenotazioni per camere d'albergo avevano già superate quelle per il "rally" di Glenn Beck. Il giorno seguente, presente come ospite al The Daily Show, Oprah Winfrey, che aveva già parlato dell'evento via Twitter, donò a tutti i presenti nello studio biglietti d'aereo gratuiti per poter partecipare al "rally". Sempre nel programma di Jon Stewart, Arianna Huffington, nota blogger statunitense, promise di procurare quanti autobus fossero necessari per trasportare ogni partecipante (in seguito però si vedrà costretta a limitare il numero di posti offerti).

### Intenzioni
La manifestazione nasce come risposta satirica e provocatoria alle numerose proteste dei Tea Party e di altri gruppi ultra conservatori della politica americana. Secondo Stewart questa manifestazione è stata fatta per quella maggioranza di americani, quel 70-80 percento, che non hanno opinioni politiche estremiste e per questo non hanno una voce e non sono rappresentati nei media, per mandare ai propri leader una stridente richiesta di ragionevolezza e di moderatezza.

## Il "rally"
Secondo il telegiornale del canale CBS era presente alla manifestazione una folla stimata in circa 215.000 persone. Secondo svariate fonti decine di migliaia di persone riempivano il National Mall; secondo un giornale locale molte persone sono state costrette ad andarsene quando la folla è arrivata a riempire le strade circostanti il viale del National Mall.

### Ospiti
Fino all'ultimo minuto non sono stati rivelati i nomi degli ospiti partecipanti alla manifestazione, ma il 27 ottobre il sito del Metromix di Washington DC ha pubblicato una lista di possibili nomi che avrebbero presenziato all'evento, tra questi Sheryl Crow, The Roots e Jeff Tweedy con Mavis Staples e l'attore Don Novello (nel suo personaggio Padre Guido Sarducci) e Sam Waterston. Altri ospiti poi confermati sono stati i 4troops, Yusuf Islam, Ozzy Osbourne, The O'Jays, John Legend, Tony Bennett, e la leggenda del basket Kareem Abdul-Jabbar. Durante la manifestazione sia Jon Stewart che Stephen Colbert hanno donato delle medaglie ad alcuni di questi ospiti, rispettivamente per aver dimostrato ragionevolezza in determinate occasioni (Armando Galarraga, Mick Foley, Velma Hart ed a Jacob Isom) e per aver "diffuso la paura" (Mark Zuckerberg, Anderson Cooper).

### Discorso finale

Un'immagine panoramica della manifestazione

Il "rally", durato tre ore fra musica e comicità, si è concluso con un discorso di 12 minuti di Jon Stewart, di cui è trascritta sotto la parte finale.
(Jon Stewart)